# Душан Глигоријевић
Душан Саша Глигоријевић (Брестовац, код Бора, 3. новембар 1920 — Зајечар, 22. септембар 2008) био је учесник Народноослободилачке борбе, економиста, друштвено-политички радник СР Србије и СФР Југославије.

## Биографија
Рођен је 3. новембра 1920. године у Брестовцу, код Бора. Дипломирао је на Економском факултету у Београду.
Члан Савеза комунистичке омладине Југославије (СКОЈ) постао је 1939. године, а Комунистичке партије Југославије (КПЈ) 1941. године. Од јула исте године учествовао је у Народноослободилачкој борби, у којој је био политички комесар чете, батаљона и бригаде; а након ослобођења обављао је различите функције у Влади Народне Републике Србије.
Био је директор Борског и Костолачког рудника, председник општине Бор и Народног одбора среза Зајечар, потпредседник Републичке привредне коморе, секретар за индустрију и трговину Извршног већа Србије, као и потпредседник Извршног већа СР Србије од 1967. до 1969. године.
У међувремену се налазио на месту секретара Градског комитета Савеза комуниста Београда, а од 1984. године био је председник Одбора за економске односе са иностранством у Већу република и покрајина. Биран је за члана Централног комитета Савеза комуниста Србије од 1974. и Централног комитета Савеза комуниста Југославије, 1978. и 1982. године. Био је члан Председништва Централног комитета Савеза комуниста Србије и делегат у Скупштини Социјалистичке Федеративне Републике Југославије.
Умро је 22. септембра 2008. у Зајечару.
Носилац је Партизанске споменице 1941. и других југословенских одликовања, међу којима је и Орден југословенске заставе са лентом.